# Amphoe Don Tum
Amphoe Don Tum (Thai: อำเภอ ดอนตูม, Aussprache: ʔāmpʰɤ̄ː dɔ̄ːn tūːm) ist ein Landkreis (Amphoe – Verwaltungs-Distrikt) der Provinz (Changwat) Nakhon Pathom. Die Provinz Nakhon Pathom liegt in der Mitte der Zentralregion von Thailand.

## Etymologie
„Don“ und „Tum“ sind die thailändischen Bezeichnungen für einen „erhöht liegenden Ort, der keinen Überschwemmungen ausgesetzt ist“, ein Zeichen dafür, dass dies Problem selbst in der Vergangenheit nicht auftrat.

## Geographie
Die benachbarten Amphoe sind im Uhrzeigersinn von Norden aus: die Amphoe Bang Len, Nakhon Chai Si, Mueang Nakhon Pathom und Kamphaeng Saen. Alle Bezirke liegen in der Provinz Nakhon Pathom.

## Geschichte
Müang Tum war eine Stadt während des Srivijaya-Königreiches. Der erste offizielle Name des Landkreises war zunächst Sam Kaeo, später bekam er den Namen Kamphaeng Saen.
Der Landkreis Don Tum wurde am 1. Januar 1966 zunächst als „Zweigkreis“ (King Amphoe) eingerichtet, indem sieben Tambon vom Amphoe Kamphaeng Saen abgetrennt wurden.
Am 12. März 1969 bekam er den vollen Amphoe-Status.

## Verwaltung

### Provinzverwaltung
Der Landkreis Don Tum ist in acht Tambon („Unterbezirke“ oder „Gemeinden“) eingeteilt, die sich weiter in 69 Muban („Dörfer“) unterteilen.
| Nr. | Name        | Thai    | Muban | Einw.  |
| --- | ----------- | ------- | ----- | ------ |
| 01. | Sam Ngam    | สามง่าม  | 12    | 10.606 |
| 02. | Huai Phra   | ห้วยพระ  | 09    | 07.611 |
| 03. | Lam Hoei    | ลำเหย   | 15    | 09.384 |
| 04. | Don Phutsa  | ดอนพุทรา | 10    | 05.218 |
| 05. | Ban Luang   | บ้านหลวง | 05    | 04.446 |
| 06. | Don Ruak    | ดอนรวก  | 05    | 03.791 |
| 07. | Huai Duan   | ห้วยด้วน  | 07    | 03.638 |
| 08. | Lam Luk Bua | ลำลูกบัว  | 06    | 02.979 |

### Lokalverwaltung
Es gibt eine Kommune mit „Kleinstadt“-Status (Thesaban Tambon) im Landkreis:
- Sam Ngam (Thai: เทศบาลตำบลสามง่าม) bestehend aus den kompletten Tambon Sam Ngam, Lam Luk Bua.

Außerdem gibt es sechs „Tambon-Verwaltungsorganisationen“ (องค์การบริหารส่วนตำบล – Tambon Administrative Organizations, TAO)
- Huai Phra (Thai: องค์การบริหารส่วนตำบลห้วยพระ) bestehend aus dem kompletten Tambon Huai Phra.
- Lam Hoei (Thai: องค์การบริหารส่วนตำบลลำเหย) bestehend aus dem kompletten Tambon Lam Hoei.
- Don Phutsa (Thai: องค์การบริหารส่วนตำบลดอนพุทรา) bestehend aus dem kompletten Tambon Don Phutsa.
- Ban Luang (Thai: องค์การบริหารส่วนตำบลบ้านหลวง) bestehend aus dem kompletten Tambon Ban Luang.
- Don Ruak (Thai: องค์การบริหารส่วนตำบลดอนรวก) bestehend aus dem kompletten Tambon Don Ruak.
- Huai Duan (Thai: องค์การบริหารส่วนตำบลห้วยด้วน) bestehend aus dem kompletten Tambon Huai Duan.